# Rougegorge de Gunning
Sheppardia gunningi
Espèce
Statut de conservation UICN

 NT  : Quasi menacé
Le Rougegorge de Gunning (Sheppardia gunningi) est une espèce de petits passereaux qui peuvent être vus dans l'est de l'Afrique, du Kenya au Mozambique.
Leur nom commémore le zoologiste sud-africain Jan Willem Bowdewyn Gunning (1860-1913).